# Casa Grau (Igualada)
La Casa Grau o Cal Sabater és una casa d'estil modernista a la ciutat d'Igualada (l'Anoia). Aquest edifici està connectat amb les construccions gòtico-renaixentistes civils, palaus de senyors poderosos que intentaven demostrar la seva vàlua monetària per mitjà de la utilització d'una arquitectura; això està clarament reflectit en el gran medalló de pedra picada on hi ha un escut amb les inicials de la família propietària. El promotor de l'obra fou l'adober Josep Sabater i Duran.
La seva planta baixa en l'última intervenció va ésser destruïda, però a partir del primer pis s'ha mantingut intacte. L'edifici té una inspiració molt acusada en l'obra de Josep Puig i Cadafalch, concretament en la casa Amatller. En la decoració trobem l'ús de rajola decorada i relleus de pedra. Amb tot, l'element que més marcarà l'estructura és la tribuna oberta que trobem en el centre de la façana i que acaba amb unes formes esglaonades, i amb un frontó també esglaonat. Aquest frontó serà emplenat amb els relleus de pedra, on es pot veure l'escut amb les inicials de la família: (...) (...) "que va ser realitzat en el taller d'en Jujol".